# Lettlands president
Lettlands president är Republiken Lettlands statschef och överbefälhavare. Samtliga presidenter, förutom Gustavs Zemgals och Kārlis Ulmanis, har valts för en andra mandatperiod. Mandatperioden är för närvarande på fyra år, då den före 1997 var treårig. Om nu presidentposten blir vakant under en längre period, faller uppdraget på parlamentets talman. Ett sådant exempel inträffade i samband med självständigheten från Sovjetunionen, då Anatolijs Gorbunovs mellan 1991 och 1993 fungerade som tillförordnad president, medan återinförandet av demokratin pågick.

## Lista över Lettlands presidenter
| Nr                         | Porträtt | President (Född–Död)             | Tillträde        | Frånträde        | Varaktighet        | Politiskt parti | Politiskt parti                                                  |
| -------------------------- | -------- | -------------------------------- | ---------------- | ---------------- | ------------------ | --------------- | ---------------------------------------------------------------- |
| 1                          |          | Jānis Čakste (1859–1927)         | 14 november 1922 | 14 mars 1927     | 4 år och 120 dagar |                 | Demokrātiskā Centra Partija                                      |
| 2                          |          | Gustavs Zemgals (1871–1939)      | 4 augusti 1927   | 4 september 1930 | 3 år och 31 dagar  |                 | Demokrātiskā Centra Partija                                      |
| 3                          |          | Alberts Kviesis (1881–1944)      | 4 september 1930 | 4 november 1936  | 6 år och 61 dagar  |                 | Latvijas Zemnieku savienība (1930 – 1934) Partilös (1934 – 1936) |
| 4                          |          | Kārlis Ulmanis (1877–1942)       | 4 november 1936  | 21 juli 1940     | 3 år och 260 dagar |                 | Partilös                                                         |
| Lettiska SSR (1940 - 1991) |          |                                  |                  |                  |                    |                 |                                                                  |
| 5                          |          | Guntis Ulmanis (född 1939)       | 7 juli 1993      | 8 juli 1999      | 6 år och 1 dag     |                 | Latvijas Zemnieku savienība                                      |
| 6                          |          | Vaira Vīķe-Freiberga (född 1937) | 8 juli 1999      | 8 juli 2007      | 8 år och 0 dagar   |                 | Partilös                                                         |
| 7                          |          | Valdis Zatlers (född 1955)       | 8 juli 2007      | 8 juli 2011      | 4 år och 0 dagar   |                 | Partilös                                                         |
| 8                          |          | Andris Bērziņš (född 1944)       | 8 juli 2011      | 8 juli 2015      | 4 år och 0 dagar   |                 | De grönas och böndernas förbund                                  |
| 9                          |          | Raimonds Vējonis (född 1966)     | 8 juli 2015      | 8 juli 2019      | 4 år och 0 dagar   |                 | Miljöpartiet                                                     |
| 10                         |          | Egils Levits (född 1955)         | 8 juli 2019      | 8 juli 2023      | 4 år och 0 dagar   |                 | Partilös                                                         |
| 11                         |          | Edgars Rinkēvičs (född 1973)     | 8 juli 2023      | nuvarande        | 1 år och 255 dagar |                 | Partilös                                                         |